# Вишнево
Ви́шнево (болг. Вишнево) — село в Смолянській області Болгарії. Входить до складу общини Баніте.

## Населення
За даними перепису населення 2011 року у селі проживали 314 осіб.
Національний склад населення села:
| Національність   | Кількість осіб | Відсоток |
| ---------------- | -------------- | -------- |
| болгари          | 155            | 92,8%    |
| турки            | 5              | 3,0%     |
| цигани           | 0              | 0%       |
| інша             | 0              | 0%       |
| не визначились   | 7              | 4,2%     |
| Всього відповіли | 167            |          |

Розподіл населення за віком у 2011 році:
Динаміка населення: